# Burg Reichenburg

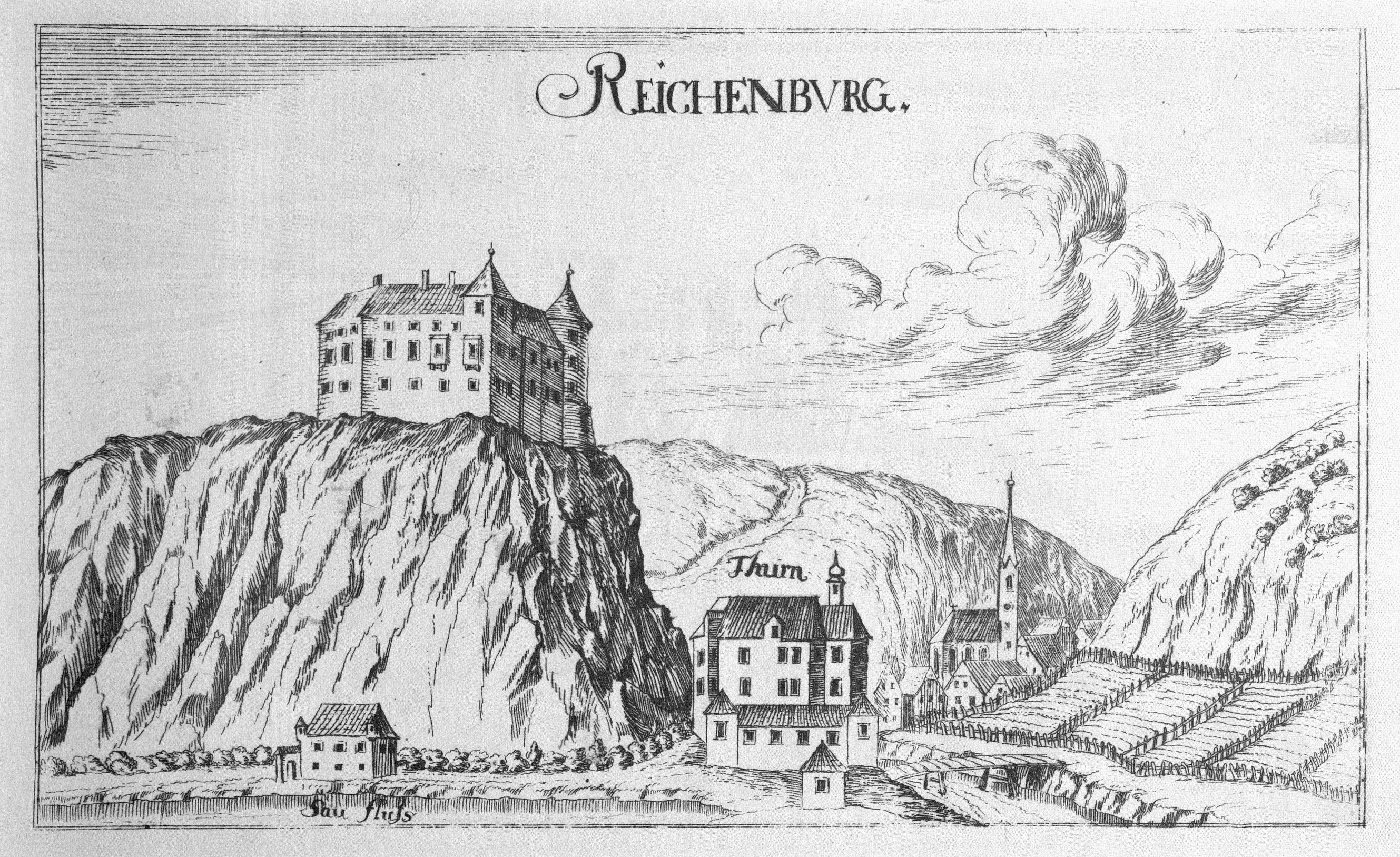
Reichenburg 1681

Die Reichenburg (slowenisch Grad Rajhenburg, historischer deutscher Name: Schloss Reichenburg) ist ein Schlosskomplex oberhalb der der Ortschaft Brestanica im Unteren Save-Tal im Südosten Sloweniens.

## Lage
Die Burg Rajhenburg thront sechzig Meter über dem Zusammenfluss des Baches Brestanica und der Save auf einem Felsvorsprung und dominiert seit Jahrhunderten die umliegende Landschaft.  

## Geschichte
Sie wurde zwischen 1131 und 1147 von Erzbischof Konrad von Salzburg erbaut. Aus dieser Zeit stammt der älteste, romanische Teil des Gebäudes. Über Jahrhunderte hinweg wurden die Burg und das umliegende Anwesen von Ministerialen des Erzbistums Salzburg verwaltet, die der Burg den Namen „Reichenburg“ gaben. Die Reichenburgs waren eine einflussreiche Familie und wurden im 15. Jahrhundert zum Ritter geschlagen. Nach dem Aussterben ihrer Linie fügten ihre Nachfolger dem Gebäude zeitgenössische Elemente hinzu und gaben ihm nach und nach das heutige Aussehen. 
1881 wurde Schloss Rajhenburg von Trappistenmönchen gekauft und in ein Kloster umgewandelt, das bis 1941 bestand.  
Im April 1941 wandelten die deutschen Behörden das Schloss und seine Nebengebäude in ein Deportationslager für Slowenen um.
1947 wurde die Burg verstaatlicht. Im Juni 1948 wurde dort eine Straf- und Justizvollzugsanstalt für Frauen eingerichtet, der später weitere Justizvollzugsanstalten folgten. 
Im Jahr 1968 wurde im Schloss eine Ausstellung über slowenische Deportierte eingerichtet. Seitdem dient das Bauwerk überwiegend als Museum und Veranstaltungsort.